# SN 2008if
SN 2008if – supernowa typu II odkryta 12 grudnia 2008 roku w galaktyce M-01-24-10. W momencie odkrycia miała maksymalną jasność 14,90m.